# セモヴェンテ da 75/46
セモヴェンテ da 75/46とは第二次世界大戦中に使用されたイタリア王国の駆逐戦車である。

## 開発
1943年9月、カッシビレの休戦が結ばれた後、イタリア半島北部と中部はドイツに支配された。1944年、戦局の進行によってドイツはイタリアの装甲戦闘車両を対戦車戦闘用途として発注するに至った。これにはセモヴェンテ da105/25自走砲が基礎に使われた。この結果がセモヴェンテ da75/46であり、ドイツ側の命名規則に従って改称された名はシュトゥルムゲシュッツ M43mit75/46 (852) (i)である。
この75/46は、105/25と同じM43車体を使用している。しかし、105mm L25榴弾砲は、より長砲身のCannone da75/46 C.A. modello34に換装された。この砲はドイツの75mm砲弾も使用可能であった。原型砲は対空砲として考えられた物だが、対戦車砲としても用いられている。この砲は榴弾砲の510 m/sから750 m/sへと砲口初速が向上しており、より大きい有効射程を持ち、6.5 kgの砲弾を13,000 m遠方まで撃ち出すことができた。またこの砲は榴弾や徹甲弾といった砲弾を装填することができた。後者は装填された際、射程500 mで90 mmまでの装甲を貫通できた。
携行弾数は42発。設計側には対戦車用弾薬を開発する猶予が無かったため、貫通性能を上げるために通常の遅延信管を採用した。球状の支持体に支えられた砲の俯仰は手動で、-12度から+22度まで可動し、水平には34度旋回した。兵装にはブレダ38機関銃と弾薬500発を携行した。実際にはしばしばMG42に換装され、遥かに多い弾数が携行された。
105/25との他の主な差違は、全体的に増強された装甲にある。砲郭には傾斜装甲が適用され、他には装軌部分の上部に側面装甲が追加された。こうした装備のため、その出自にもかかわらず、75/46はあらゆる点で駆逐戦車であると考えられている。
本車は休戦後にイタリアが作った最後の車輌であると同時に、主に溶接構造を採用して鋲接を用いなかった初のイタリアAFVだった。装甲の増強にあたり、砂利で強化したコンクリートなどの代用材料の使用も検討されたが、そうする代わりに本車は、以前に生産されたイタリア戦車と比べ、前面で100 mmといった増厚された装甲板を用いて製造された。
乗員は3名に限定され、装填手が砲手や無線手も務める一方、車長が砲手として働き、重労働となった。

## 生産
1944年からイタリアの第二次世界大戦の終了までに、アンサルドでは11両から13両のみの見本車輌の組立てを行なっていた。これら全てはドイツ国防軍のみに配備されるものだった。こうした車輌の標準的なカモフラージュは組立ての後に行なわれ、塗色の構成はサハリアン・カーキを下地とし、レディッシュ・ブラウンおよびグレイ・グリーンをまだらに塗るものだった。
このセモヴェンテは1943年に8両、1944年に3両が生産され、加えて、イタリア解放の後にも1両か2両がほぼ完成状態だったか、もしくは完成した。解放によって1945年の生産計画の再開が阻止された。

## 登場作品
『War Thunder』
イタリアの駆逐戦車75/46 M43として登場。前面と側面の一部に25 mmの追加装甲が施され最大装甲は100 mm程度になっている。